# Аллеманн, Антон
Антон Аллеманн (фр. Anton Allemann; 6 января 1936, Золотурн — 3 августа 2008, Клостерс-Зернойс) — швейцарский футболист, нападающий.

## Карьера
Начал свою карьеру в клубе «Янг Бойз» в 1957 году, в возрасте 21 года, где он провёл четыре сезона. В 1961 году он перешёл в итальянский клуб «Мантова» (1961-1963), а позже играл за ПСВ из Нидерландов (1963/64) и немецкий «Нюрнберг» (1964-1966), после чего вернулся в Швейцарию и играл за такие клубы, как «Грассхоппер» (1966-1968, «Ла-Шо-де-Фон» (1968/69), «Золотурн» (1969-1972) и «Шаффхаузен» (1972/73).
За сборную Швейцарии провёл 27 матчей и забил 9 мячей. Дебют за сборную состоялся в товарищеском матче против сборной Швеции в 1958 году. Участник чемпионата мира 1962 года в Чили. Свой последний матч за сборную провёл в июне 1996 года.
Антон умер 3 августа 2008, в возрасте 72 лет, после перенесённого сердечного приступа.

## Достижения
- Чемпион Швейцарии: 1957/1958, 1958/1959, 1959/1960
- Обладатель Кубка Швейцарии: 1958